# Die Republikaner
Die Republikaner (Kurzbezeichnung REP) ist eine 1983 in München von ehemaligen Mitgliedern der CSU gegründete deutsche Kleinpartei. Sie versteht sich selbst als rechtskonservativ und bezeichnet sich auch als „Demokratische Rechte“.
Sie wurde ab 1992 vom Bundesamt für Verfassungsschutz unter dem Verdacht einer rechtsextremistischen Bestrebung aufgeführt und beobachtet; 2006 wurde nicht mehr die Gesamtpartei, sondern es wurden nur noch Kräfte in ihr als rechtsextrem geführt. Seit 2007 wird die Partei nicht mehr im Verfassungsschutzbericht aufgeführt.
1985 wurde Franz Schönhuber als Nachfolger von Franz Handlos Parteivorsitzender. Er wollte die REP nach dem Vorbild des französischen Front National nach rechts rücken. Im Juni 1989 konnten die REP mit über 7 % der Stimmen in das Europäische Parlament einziehen; bereits bei der Wahl zum Abgeordnetenhaus von Berlin hatten sie im Januar des Jahres 7,5 % der Stimmen erhalten. Beide Erfolge konnten sie nicht mehr wiederholen: Bei der Europawahl 1994 erreichten sie 3,9 %, bei der Wahl zum Abgeordnetenhaus von Berlin 1990 (kurz nach der Wiedervereinigung) 3,1 %. Von 1992 bis 2001 waren die REP im Landtag von Baden-Württemberg vertreten.
Unter dem Vorsitz von Rolf Schlierer (1994 bis 2014) setzte sich die Partei von rechtsextremen Tendenzen ab, verlor aber gegenüber rechtsextremen Parteien wie der NPD an Bedeutung. Sie ist seit 2001 nur noch in Kommunalparlamenten vertreten. Bei der Landtagswahl in Baden-Württemberg 2016 verlor sie mit einem Stimmenanteil von 0,3 % ihren Anspruch auf staatliche Parteienfinanzierung. Nach 2017 kandidierte sie überregional nur noch zu den Abgeordnetenhauswahlen von Berlin 2021 und 2023, wo sie lediglich jeweils unter 100 Stimmen erhielt.

## Inhaltliches Profil
Seit ihrer Gründung verabschiedeten die Republikaner viele Grundsatzprogramme. Bedeutend waren
- das Siegburger Manifest von 1985, mit dem die Partei nach rechts rückte,
- das Programm von 1987, das von Beobachtern als offen antidemokratisch und rassistisch bezeichnet wurde,[7] und
- das Programm von 1990, das – nach einigen Wahlerfolgen – ein gemäßigteres rechtskonservatives Bild zeichnete. (siehe Abschnitt Geschichte)

Das 2002 verabschiedete Bundesparteiprogramm trägt den Titel Die Republikaner / sozial – patriotisch – ökologisch und bekennt sich zur Nation als Grundlage der Demokratie. Es reklamiert für sich die Traditionen der Befreiungskriege von 1813/15, der deutschen Philosophen Fichte und Hegel sowie der westdeutschen Politiker Kurt Schumacher und Ludwig Erhard. Deren Parteien hätten sich von ihnen abgewandt und die nationale Seite der Demokratie unterschlagen. Das Leitmotiv einer „deutschen Kulturnation“ in Abgrenzung zur multikulturellen Gesellschaft durchzieht das Programm. Es beklagt immer wieder ein von massenhafter Zuwanderung, Parteienmonopol, multinationalen Konzernen und Medien-Indoktrination gefährdetes oder beschädigtes Deutschland, in dem es keine echte Demokratie gebe. Ein starker Nationalstaat, der deutschen vor internationalen Interessen Vorrang gebe, solle Abhilfe schaffen. Der Nationalstaat habe nichts mit Nationalsozialismus zu tun, sondern stärke die Abwehrkräfte gegen die totalitäre Wirtschafts- und Staatsmacht. Als Vorbilder werden die Frauen und Männer genannt, die „gegen totalitäre Staatsformen Widerstand geleistet haben, um ein freies und demokratisches Deutschland zu ermöglichen“.

### Außenpolitik

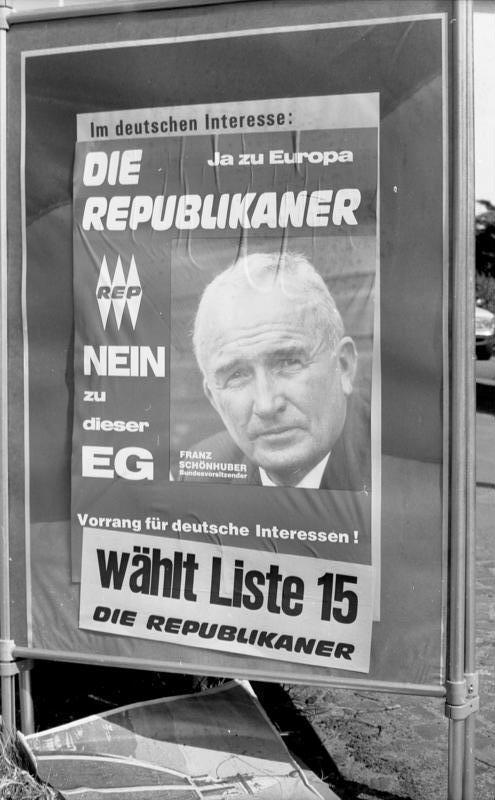
Wahlplakat der „Republikaner“ für die Wahlen zum Europäischen Parlament am 18. Juni 1989

Die Ablehnung der ökonomischen Globalisierung, die mit Amerikanisierung gleichgesetzt wird, und der EU ist hier das beherrschende Thema. Das Programm fordert ein „Europa der Vaterländer“, also der gleichberechtigten Nationalstaaten, und lehnt die EU in ihrer bestehenden Form ab. Insbesondere wird die Idee eines europäischen Bundesstaates abgelehnt und die Souveränität der Mitgliedsstaaten gefordert. Allerdings finden sich ebenso Forderungen, die sich im Rahmen der jetzigen EU bewegen, insbesondere solche, die Deutschland noch besser stellen sollen.
Das Programm sieht darüber hinaus Europa als „Hort des christlichen Abendlandes“, dessen Werte behauptet werden müssten. Das Programm verneint den EU-Beitritt der Türkei grundsätzlich und den EU-Beitritt ost- und südosteuropäischer Staaten unter derzeitigen Bedingungen (s. u.). Die Freizügigkeit in der EU wird für Bürger ost- und südosteuropäischer Staaten pauschal abgelehnt, aber für Deutsche in den Vertreibungsgebieten gefordert. Der Euro soll abgeschafft, die D-Mark wieder eingeführt werden.
Die REP fordern einen ständigen Sitz für Deutschland im Sicherheitsrat der Vereinten Nationen, die Streichung der UN-Feindstaatenklausel gegen Deutschland und Japan, eine Beendigung der seit 1945 geleisteten Entschädigungszahlungen sowie einen größeren Stimmenanteil Deutschlands gemäß seinen Beitragszahlungen.

### Verteidigungspolitik
Die Wehrbereitschaft soll gesichert werden durch eine gemeinsame Dienstpflicht für Männer und Frauen, durch einen Ausbau der Bundeswehr und die Begrenzung ihrer Rolle als „Welthilfspolizist“ sowie durch innere Stärke und Verwurzelung des Militärs im Volk. Ferner wird die Besinnung auf Traditionen deutschen Soldatentums gefordert.
Die Bundeswehr müsse trotz ihrer Integration in die NATO zuerst ein Instrument der eigenen Regierung sein. Die NATO selbst soll durch ein europäisches Sicherheitssystem abgelöst werden. Die deutsche Außen- und Verteidigungspolitik solle sich diejenige Großbritanniens und Frankreichs zum Vorbild nehmen.

### Innenpolitik
Die Republikaner sehen sich selbst als „Partei für Recht und Ordnung“. Bürgerrechte der Deutschen sollen gestärkt werden.
Viele Forderungen der Partei in diesem Bereich gehen in Richtung stärkerer Demokratisierung und insbesondere direkter Demokratie. So wollen sie Volksabstimmungen zur „Annahme des Grundgesetzes als Verfassung durch das Volk“, zu Verfassungsänderungen, internationalen Verträgen und „Masseneinwanderungen“, die den „Staatscharakter“ verändern, die Direktwahl des Bundespräsidenten, die Reduktion der Abgeordnetenzahl entsprechend der Wahlbeteiligung und die Beseitigung von Sperrklauseln wie der Fünf-Prozent-Hürde.
Gefordert wird die Wiederherstellung voller Meinungs-, Forschungs- und Wissenschaftsfreiheit ohne ideologische und politische Begrenzungen. Der Verfassungsschutz soll „in der bisherigen Form“ abgeschafft werden. Auch die Wiederherstellung Preußens als Bundesland im Rahmen der Neugliederung aller Bundesländer mit dem Ziel der Verringerung auf eine einstellige Zahl ist ein Ziel der Republikaner.
Sie fordern ein deutlich härteres Vorgehen gegen illegalen Drogenhandel und eine Nicht-Bagatellisierung sogenannter „weicher Drogen“. Sie sprechen sich ebenso gegen Fixerstuben aus und fordern Arbeitstherapie für Süchtige.
Die Republikaner fordern eine Rückkehr zu konservativen Werten von Ehe und Familie, die Aufhebung der Lebenspartnerschaft für Homosexuelle sowie restriktivere Regelungen zum Schwangerschaftsabbruch.

### Einwanderungspolitik
Die Einwanderungs- und Ausländerpolitik nimmt im Parteiprogramm im Rahmen der Innenpolitik großen Raum ein. Gewarnt wird vor „Überfremdung“ und Masseneinwanderung: Diese schränke das „Menschenrecht auf Heimat“ der Deutschen ein und zerstöre Geborgenheit in einer deutschen Identität. Deutschland sei kein Einwanderungsland. Gefordert wird daher die Streichung des Grundrechts auf Asyl aus dem Grundgesetz. Stattdessen soll unterhalb der Grundrechtsebene ein Asylgesetz erlassen werden, welches restriktive Regelungen enthalten soll, insbesondere „Unterbringung in Sammelunterkünften“, ein deutlich beschleunigtes Asylverfahren und „Abschiebung krimineller Asylbewerber auch vor Abschluss des Verfahrens“. Kirchenasyl soll mit polizeilichen und strafrechtlichen Mitteln unterbunden werden. Weitere Ziele sind die sofortige Ausweisung von schwer straffälligen oder integrationsunwilligen Ausländern, der Abbau von Privilegien, die diese z. B. bei der Sozialhilfe angeblich genießen, intensivere Strafverfolgung von Ausländerkriminalität und zwingende Ausweisung von Ausländern, die länger als ein Jahr Sozialhilfe beziehen.

### Umweltpolitik
Die Partei bezeichnet sich als ökologisch. In den 1980ern war die Ablehnung der Kernenergie eines ihrer wichtigsten Wahlkampfthemen. Später forderten sie unter anderem, keine neuen Kernkraftwerke zuzulassen, die bestehenden aber weiter zu betreiben. Weitere Forderungen in diesem Bereich betreffen die Förderung alternativer Energiequellen, Begrenzung des grenzüberschreitenden Verkehrs, Importbeschränkungen für Länder mit niedrigen Umweltstandards, Aufnahme des Tierschutzes ins Grundgesetz, Verbot des Schächtens und strengere Gesetze gegen Gentechnik.

### Parteipolitik
Im Rahmen der Forderungen zur Demokratie kritisiert das Programm die etablierten Parteien, also Union, SPD, FDP und Grüne. Dennoch lehnt die Partei Koalitionen mit ihnen nicht ab. Ein Regierungsbündnis mit den REPs kam für demokratische Parteien aber nie in Frage. Auf kommunaler Ebene arbeitete sie mit anderen rechtskonservativen Parteien wie unter anderem der DSU und der Pro DM zusammen. In mehreren Wahlkämpfen übernahmen die Republikaner die umstrittene Äußerung Richard von Weizsäckers, die Parteien hätten sich „den Staat zur Beute gemacht“. Zur Machtbegrenzung der Parteien fordern die Republikaner Verbote jeder Parteibeteiligung an Wirtschaftsunternehmen und von Parteispenden juristischer Personen.
Die Partei beschloss 1990 die Unvereinbarkeit mit DVU, NPD und „freien Kameradschaften“ und erneuerte diesen Beschluss mehrfach. Siehe auch: Verhältnis zu rechtsextremen Parteien und Vereinigungen.

### Medienpolitik
In der Medienpolitik verlangt das Programm die Verbesserung des Ehrenschutzes und des Gegendarstellungsrechts und garantierte Darstellungsmöglichkeiten aller zugelassenen Parteien. Um die Verbreitung von „Schund“ zu unterbinden und größere Objektivität insbesondere bei der Darstellung historischer Tatbestände – statt deren Manipulation zu volkspädagogischen Zwecken – herzustellen, müssten staatliche Standards und ein verpflichtender Pressekodex durchgesetzt werden.

### Bildungspolitik
Die Partei will das dreigliedrige Schulsystem beibehalten und bestehende Gesamtschulen abschaffen. Die antiautoritäre Erziehung lehnen sie ab; sie sei ein Grund für „geistige[n] Niedergang und Orientierungslosigkeit“. Sie befürworten Schuluniformen, um Sozialneid zu verhindern, und wollen einen Schwerpunkt schulischer Erziehung auf „traditionelle Werte“ wie Disziplin, Fleiß, Ordnung, Anstand und Ehre setzen. Das Unterrichtsfach „Deutsch“ soll einen höheren Stellenwert bekommen, die Reform der deutschen Rechtschreibung von 1996 soll rückgängig gemacht werden. Fremdsprachenunterricht soll erst in höheren Schularten zugelassen werden.
Grundsätzlich sei es Aufgabe der Schule, ein „positives Verhältnis zu Volk und Staat“ zu schaffen. Dazu soll die Geschichte Deutschlands in den Lehrplänen mehr Raum einnehmen und insbesondere eine „angebliche Kollektivschuld der Deutschen abgelehnt“ werden. Auch sollen alle Schüler die deutsche Nationalhymne lernen.

### Wirtschafts- und Sozialpolitik
Hier steht die Ablehnung der ökonomischen Globalisierung im Vordergrund. Deutschlands Wirtschaftssystem, insbesondere die Landwirtschaft, soll gegebenenfalls durch Schutzzölle vor „unlauterer“ Konkurrenz geschützt werden. Die Soziale Marktwirtschaft wird grundsätzlich befürwortet, aber der Sozialstaat soll in Richtung größerer Eigenvorsorge und mehr Marktwirtschaft umgebaut werden. Steuern sollen allgemein niedriger und einfacher, überflüssige Bürokratie abgebaut werden. Der Mittelstand, nicht große Konzerne, müssten gefördert werden. Staatliche Investitionen seien antizyklisch einzusetzen. Gegen „unsoziale“ Konzerne und Monopole soll stärker vorgegangen werden. Das in der Rentenversorgung auftretende Problem der Überalterung dürfe nicht durch Zuzug von Ausländern gelöst werden, da diese den Sozialstaat eher „belasten“ würden. Stattdessen sollen deutsche Familien stärker gefördert werden.

## Organisationsstruktur
Die Bundessatzung enthält die üblichen Bestimmungen gemäß dem Parteiengesetz, insbesondere zur Mitgliedschaft, zur Gliederung und zu Parteiorganen.

### Bundesvorstand
Der Bundesvorstand bestand aus dem Vorsitzenden, seinen Stellvertretern, dem Schatzmeister, dem Schriftführer, Beisitzern und den Landesvorsitzenden mit beratender Stimme.

### Verbände
Organisatorisch bemühten sich die Republikaner, auf allen politischen Ebenen den Status einer etablierten Partei zu erlangen. Deutlich wird dies an der hohen Anzahl an Unterorganisationen, darunter der Republikanische Bund der öffentlich Bediensteten (RepBB), der Republikanische Bund der Frauen (RBF), der Republikanische Hochschulverband (RHV), die Republikanische Mittelstandsvereinigung (RMV), die Kommunalpolitische Vereinigung (KPV) und die Republikanische Jugend (RJ).

#### Johann-Gottlieb-Fichte-Stiftung
Seit 1989 versuchten die Republikaner, eine „Carl-Schurz-Stiftung“ sowie eine „Franz-Schönhuber-Stiftung“ als parteinahe Stiftung zu gründen; dies scheiterte jedoch letztlich an einem Urteil des Bundesverwaltungsgerichts, das sich auf eine Gefährdung des Gemeinwohls durch den Stiftungszweck berief, der „auf die Mißachtung der Menschenwürde der in Deutschland lebenden Ausländer und auf die Abschaffung der pluralistischen Demokratie gerichtet“ sei; eine Verletzung des Parteienprivilegs sei zudem nicht erfolgt. Am 15. Juni 1996 wurde dann die Johann-Gottlieb-Fichte-Stiftung e. V. im Fichte-Museum im Schloss Rammenau/Sachsen gegründet. Sie ist die parteinahe Stiftung der Republikaner.

#### Republikanische Jugend

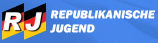
Logo der Republikanischen Jugend

Die Republikanische Jugend (RJ) ist kein von der Partei unabhängiger Jugendverband, sondern die Bezeichnung für parteiinterne Arbeitskreise, an denen 16- bis 30-jährige Parteimitglieder teilnehmen können. Die Republikanische Jugend wurde 1992 gegründet; der heutige Sitz liegt in Berlin. Bildung und Status dieser Arbeitskreise sind in § 31 der Satzung geregelt. Die RJ sieht die Zukunft der Republikaner als „Speerspitze und Forum einer nationalen Bewegung“ mit dem Ziel einer „nationalen Kulturrevolution“.

#### Landesverbände
Neben dem Bundesverband existierten in den 2010er Jahren in 12 Bundesländern Landesverbände der Republikaner, auf kommunaler Ebene etwa 90 Verbände, schwerpunktmäßig in Süddeutschland. Traditionell stark waren die Verbände Baden-Württemberg und Bayern; in diesen Ländern hatten die Republikaner ihre besten Wahlergebnisse.

### Formalia zur Mitgliedschaft
Parteimitglied kann laut Satzung nur werden, „wer Deutscher oder nachgewiesenermaßen deutscher Abstammung ist, sich zur Deutschen Nation, zum Programm der Partei DIE REPUBLIKANER und ihrer Satzung bekennt und das 16. Lebensjahr vollendet hat.“

### Interne Entscheidungsprozesse
Höchstes Beschlussgremium der Partei ist der Bundesparteitag, der mindestens alle zwei Jahre tagt. Eine laut Satzung ebenfalls mögliche Bundesmitgliederversammlung, bei der jedes Mitglied stimmberechtigt wäre, hat es bisher nicht gegeben. Der Bundesparteitag setzt sich aus Delegierten der Kreisverbände oder gegebenenfalls der Landesverbände zusammen. Gewählt werden dort das Bundespräsidium und der Bundesvorstand, dem neben den Mitgliedern des Bundespräsidiums insbesondere die Landesvorsitzenden, Fraktionsvorsitzende in Bund und Ländern und 15 gewählte Beisitzer angehören. Das Bundespräsidium, das für die laufende politische Tätigkeit und Durchführung der Beschlüsse von Parteitag und Vorstand zuständig ist, besteht aus dem Bundesvorsitzenden, dessen Stellvertretern, Schriftführer, Schatzmeister, drei der 15 Beisitzer des Vorstands, dem Generalsekretär und dem Bundesgeschäftsführer. Auf Bundes- und Landesebene gibt es Schiedsgerichte der Partei, die für interne Streitigkeiten zuständig sind.
Im Vergleich zu anderen Parteien ungewöhnlich ist § 29 der Satzung:

„Parteimitglieder, die in der Partei – vom Ortsvorsitzenden aufwärts – eine führende Stellung einnehmen, sind gegenüber den übergeordneten Organen zur Auskunftserteilung über ihren politischen Werdegang und zur Beibringung eines polizeilichen Führungszeugnisses innerhalb von vier Wochen nach ihrer Wahl verpflichtet. […]“

## Finanzen
Nach dem Rechenschaftsbericht des Jahres 2005 hatte die Partei in jenem Jahr Einnahmen in Höhe von etwa 3,13 Millionen Euro und Ausgaben in Höhe von etwa 3,6 Millionen Euro. Sie schloss mit etwa einer halben Million Euro Verlust ab. Damit konnte der Verlust gegenüber dem Vorjahr etwa halbiert werden.
Die Partei ist an folgenden Unternehmen beteiligt:
- REP-Verlags GmbH in Berlin mit 100 % Anteilen (Hauptprodukt: Parteizeitung „Der Republikaner“)
- BRV Verlags- und Vertriebs GmbH mit Sitz in Röthenbach an der Pegnitz (Bayern)[13] zuvor in Münster, mit 100 % der Anteile (Werbeartikelvertrieb und Verwaltungsaufgaben)

Für das Jahr 2014 wurde der staatliche Zuschuss auf 995.238,26 € festgelegt und war damit erneut niedriger als im Vorjahr. Da die Partei seit 2012 bei keiner Landtagswahl mehr über 1 %, bei der Bundestagswahl 2013 und bei der Europawahl 2014 unter 0,5 % der Stimmen erhalten hat und da sie zur Bundestagswahl 2017 nicht angetreten ist, hat sie seit 2016 keinen Anspruch mehr auf Geldzuweisungen aus der staatlichen Parteienfinanzierung. Im August 2017 wurde gegen den Landesverband Rheinland-Pfalz auf Antrag des Finanzamts Mainz wegen ausstehender Körperschaftssteuern ein Insolvenzverfahren eingeleitet.

## Geschichte

### Entstehung
Die Anfänge der Republikaner liegen in den frühen 1980er Jahren. Sie entstanden als Abspaltung von der CSU. Der damalige bayerische Ministerpräsident Franz Josef Strauß hatte im Wahlkampf zur Bundestagswahl am 6. März 1983 bestritten, die DDR weiter unterstützen zu wollen, führte jedoch kurz danach mit dem DDR-Staatsratsvorsitzenden Erich Honecker Finanzgespräche. Die Bayerische Landesbank stellte einen Kredit an die DDR bereit, für dessen Rückzahlung die Bundesregierung am 29. Juni 1983 eine Bürgschaft zusagte und kurz darauf auch tatsächlich bürgte. Dies führte zu zahlreichen Austritten aus der CSU. Auch die beiden CSU-Bundestagsabgeordneten Franz Handlos (1939–2013) und Ekkehard Voigt (1939–2018) traten aus; sie verließen die CSU auch aus Protest gegen Strauß’ Führungsstil, mit dem sie schon länger unzufrieden gewesen waren.

### Die Zeit unter Franz Handlos (1983–1985)
Handlos und Voigt initiierten daraufhin mit Gleichgesinnten eine neue Parteigründung. Diese wurde am 26. November 1983 in München in der Gaststätte „Bräupfanne“ zunächst in kleinem Kreis vollzogen, am nächsten Tag fand mit mehreren 100 geladenen Gästen im Münchener Hilton-Hotel der Gründungskongress statt. Die Partei erhielt den Namen DIE REPUBLIKANER (REP). Handlos wurde zum Vorsitzenden gewählt, Voigt und der Journalist und Buchautor Franz Schönhuber zu seinen Stellvertretern. Letzterer war 1981 mit einem Buch über seine Mitgliedschaft in der Waffen-SS in scharfe Kritik geraten.
Die meisten Gründungsmitglieder der Republikaner waren ehemalige CDU- und CSU-Mitglieder, die die Ostkredite ablehnten und die von Helmut Kohl bei der Regierungsübernahme angekündigte so genannte „geistig-moralische Wende“ vermissten. Vor allem die traditionell konservativen wehrpolitischen Arbeitskreise der Unionsparteien waren von Übertritten zu den REP betroffen. Einige sahen in der neuen Partei die Verwirklichung der in den 1970er-Jahren diskutierten „vierten Partei“, einer Ausdehnung der CSU auf das gesamte Bundesgebiet, die eine rechtskonservative Wählerschaft binden sollte. Auch das erste Parteiprogramm zeigte noch deutlich die Spuren der CDU/CSU-Herkunft der meisten Gründungsmitglieder. Handlos und Voigt erhofften sich einen „Flächenbrand“, also massenhafte Übertritte von CSUlern. Dazu kam es jedoch nicht.
Handlos und Voigt gerieten bald in ideologische Richtungskämpfe mit Schönhuber. Handlos warf diesem vor, die Partei auf einen strammen Rechtskurs trimmen zu wollen, um sie zu einer „national-sozialen Kaderpartei“ umzukrempeln. Schönhuber hielt dem entgegen, dass die Partei ein Profil benötige, das „eindeutig rechts von der Mitte“ sein müsse. Er plante, die Partei nach dem Vorbild des französischen Front National unter Jean-Marie Le Pen aufzubauen. Nachdem ein Gericht die Amtsenthebung Schönhubers und Voigts durch Handlos für rechtswidrig erklärt hatte, gewann Schönhuber den Machtkampf, vor allem durch sein rednerisches Talent und die Popularität als früherer Fernsehmoderator. Daraufhin verließ Handlos die Partei und gründete anschließend die Freiheitliche Volkspartei (FVP).

### Die Zeit unter Franz Schönhuber (1985–1994)

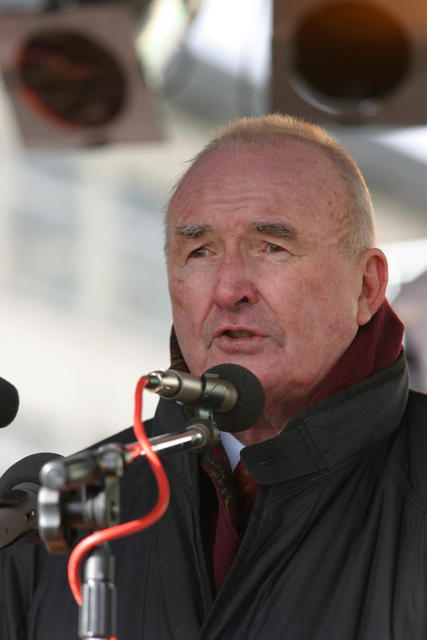
Franz Schönhuber

Auf dem Parteitag in Siegburg am 16. Juni 1985 wurde Schönhuber zum neuen Bundesvorsitzenden der Partei gewählt, ebenso wurde ein neues, deutlich nach rechts gerücktes Parteiprogramm (Siegburger Manifest) verabschiedet. Dadurch waren die Weichen für Schönhubers Strategie gestellt worden. Voigt verließ kurz nach Übernahme des Bundesvorsitzes von Schönhuber ebenfalls die Partei, kehrte jedoch später zu ihr zurück.
Schönhuber konzentrierte die Arbeit auf die anstehende Landtagswahl in Bayern und engagierte Harald Neubauer, der vorher Chefredakteur einer Zeitung Gerhard Freys war, als Generalsekretär, bayerischen Landesvorsitzenden und Chef der Parteizeitung. 1986 konnten die Republikaner bei der Landtagswahl in Bayern mit 3,0 % der Stimmen einen Achtungserfolg erzielen. Der damalige Ministerpräsident Franz Josef Strauß kommentierte kurze Zeit später den Wahlerfolg der REP folgendermaßen: „Rechts von der CSU darf es keine demokratisch legitimierte Partei geben!“ Damit war klar, dass die CSU die Republikaner nicht als Konkurrenz dulden und sie strikt ausgrenzen würde.
Den Wahlerfolg von Bayern konnten die REP bei den folgenden Wahlen in Bremen (wo kurz vor der Wahl noch drei Abgeordnete von der CDU zur REP übergetreten waren), Schleswig-Holstein und Baden-Württemberg mangels Mitgliedern und Ortsverbänden in diesen Bundesländern jedoch nicht wiederholen. In den Jahren 1986 bis 1989 kam es so zu diversen Abspaltungen. Umso überraschender kam der Erfolg bei der Wahl zum Berliner Abgeordnetenhaus 1989: Hier errangen sie, zum ersten Mal antretend, 7,5 % der Stimmen. Da der Berliner Landesverband der NPD sich kurz vor der Wahl nach einem Verbot durch die Alliierten aufgelöst hatte, kandidierten die Republikaner als einzige Rechtspartei. In Fernsehspots für den Wahlkampf zeigten sie z. B. Bilder türkischer Migranten, unterlegt mit der Filmmusik aus Spiel mir das Lied vom Tod; dieser Fernsehspot löste größere Diskussionen und damit erhöhte Medienaufmerksamkeit aus.
Bei der Europawahl am 18. Juni 1989 erhielt die Partei 7,1 % der Stimmen. Unter dem Motto „Europa ja – diese EG nein!“ zog sie mit sechs Abgeordneten, darunter Schönhuber, ins Europaparlament ein. Damit waren die Republikaner die erste Partei rechts von CDU und CSU seit 1953, die bei einer bundesweiten Wahl die Fünf-Prozent-Hürde überspringen konnte. Ihr deutlich bestes Ergebnis erzielten sie dabei in Bayern mit 14,6 % aller Stimmen, während die CSU dort nur auf 45,4 % kam, ein Indiz für eine Wählerwanderung von der CSU zu den REP.
Durch diesen überraschenden Erfolg entbrannte innerhalb von CDU und CSU eine Diskussion um den Umgang mit den Republikanern. Insbesondere der rheinland-pfälzische Ministerpräsident Carl-Ludwig Wagner stand in der Kritik, weil er zukünftige Koalitionen mit den REP nicht ausschließen wollte. Das Bundespräsidium der CDU beendete diese Diskussion am 4. Juli 1989, indem es Koalitionen mit den Republikanern generell ausschloss. Einige Beobachter und die Unionsparteien selbst hielten diese Ausgrenzungsstrategie für einen wichtigen Grund, warum die REP sich nicht etablieren konnten.
Die Erfolge von 1989 brachten einen großen Mitgliederzuwachs. Sie zogen ebenso zahlreiche Rechtsextremisten an, worauf einige gemäßigte REP-Mitglieder austraten. Bald hatte die Partei bundesweit Landesverbände. Ihre Schwerpunkte bildeten Bayern, Baden-Württemberg und Berlin. Bei folgenden Kommunalwahlen in Nordrhein-Westfalen und Baden-Württemberg konnte die Partei in einige Kommunalparlamente einziehen, zum Teil mit mehr als 10 % der Stimmen. Der nordrhein-westfälische Verfassungsschutz begann im September 1989 mit der Beobachtung, es folgte zunächst nur der Verfassungsschutz Hamburg. Die anderen Verfassungsschutzbehörden prüften eine Beobachtung bis 1992 (siehe unten).
Die Kombination aus relativ plötzlichem Erfolg, vielen unerfahrenen Parteimitgliedern und verstärkter öffentlicher und offizieller Beobachtung führte zu zahlreichen innerparteilichen Streitigkeiten. So fanden sich plötzlich unerfahrene Funktionäre der Partei als Mandatsträger in öffentlichen Ämtern wieder. Aussteigende Parteimitglieder berichteten von Fehlwirtschaft, Korruption und Gewalttätigkeiten. So kam es – siehe auch unten – zum Zerfall verschiedener kommunaler Fraktionen und zur Absetzung der Landesvorstände in Berlin und Niedersachsen durch die Bundesführung. Aus der Fraktion im Berliner Abgeordnetenhaus traten mehrere Abgeordnete aus.

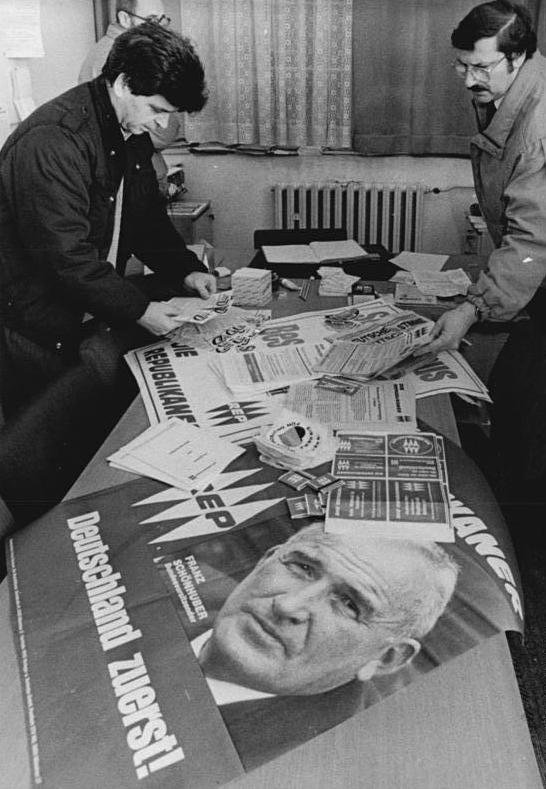
Beschlagnahmtes Werbematerial der REP im Januar 1990 in der DDR

Die 1989er Wende in der DDR brachte den Republikanern keine Vorteile, obwohl sie die deutsche Einheit stets auf ihre Fahnen geschrieben hatten. Die Volkskammer verbot die Partei auf DDR-Gebiet und erteilte Schönhuber ein Einreiseverbot, so dass der Aufbau eines Parteiapparats in der DDR behindert wurde.
Die Landtagswahlen im Jahr 1990 verliefen enttäuschend für die Republikaner; sie konnten in kein einziges Parlament einziehen. Aufgrund dieser Misserfolge begann in der Partei eine Diskussion über eine mögliche Zusammenarbeit mit der DVU und der NPD, den beiden damals bedeutenden rechtsextremen Parteien in Deutschland.
Nach neuen Richtungsstreitigkeiten in der Parteiführung trat Schönhuber am 25. Mai 1990 vom Parteivorsitz zurück. Darüber hinaus beantragte der Parteivorstand seinen Parteiausschluss. Das Schiedsgericht der Partei wies diesen Antrag zurück. Die verbliebenen wichtigen Funktionäre waren sich zwar einig in der Ablehnung Schönhubers, sonst jedoch untereinander zerstritten. Die kommissarische Vorsitzende Johanna Grund bevorzugte den gemäßigten, inzwischen zurückgekehrten Parteigründer Voigt als neuen Vorsitzenden. Eine Gruppe um die ehemaligen NPD-Mitglieder Neubauer und Franz Glasauer wollte die Partei dagegen weiter nach rechts öffnen. Auf dem Bundesparteitag in Ruhstorf am 7. und 8. Juli 1990 trat schließlich nur Emil Schlee für die Gegner Schönhubers an. Schönhuber präsentierte sich als Garant für die Abgrenzung nach Rechtsaußen und wurde mit großer Mehrheit wieder zum Vorsitzenden gewählt. Allerdings verlor die Partei daraufhin etwa ein Drittel der damals rund 20.000 Mitglieder, darunter alle ihre Abgeordneten im Europäischen Parlament außer Schönhuber selbst. Ebenfalls auf diesem Parteitag wurde der Ruhstorfer Abgrenzungbeschluss (siehe unten) gefasst.
Die erste gesamtdeutsche Bundestagswahl am 2. Dezember 1990 war die erste, bei der die Republikaner antraten. Sie erhielten 2,1 % der Stimmen. Die CDU unter Helmut Kohl erhielt zwei Monate nach der Wiedervereinigung 43,8 % der Stimmen.
Die REPs erhielten bei der Wahl zum Abgeordnetenhaus von Berlin 1990 am gleichen Tag nur 3,1 % der Stimmen nach 7,5 % der Stimmen am 29. Januar 1989.
Bei der Wahl in Baden-Württemberg am 5. April 1992 erhielten die Republikaner überraschend 10,9 % der Stimmen und zogen in den Landtag ein. Ministerpräsident Erwin Teufel bildete eine große Koalition, das Kabinett Teufel II.
Am 15. Dezember 1992 beschlossen der Bundesinnenminister und die Innenminister der Länder, die Republikaner von den Verfassungsschutzbehörden überwachen zu lassen; vorher hatten dies nur Nordrhein-Westfalen und Hamburg getan. Beobachter gewannen den Eindruck, dass dieser Beschluss weniger auf neuen Erkenntnissen als auf dem überraschenden Wahlerfolg in Baden-Württemberg gründete, also vor allem ein politisches Signal war. Die Beobachtung durch den Verfassungsschutz sollte, so die Vermutung, die Partei als rechtsextrem stigmatisieren und gemäßigte Wähler von der Wahl der Republikaner abhalten. Sowohl das hohe Wahlergebnis der REP als auch der Beschluss der Innenminister sind auch im Zusammenhang mit damaligen rechtsextremen Gewalttaten (Hoyerswerda, Rostock, Mölln, Solingen) und der Änderung des Asylrechts 1993 gesehen worden.
1993 erreichte die Mitgliederzahl mit 23.000 einen Höchststand. In den frühen 1990er Jahren gewannen die REP prominente Neumitglieder, darunter den früheren CDU-Bundestagsabgeordneten Rudolf Krause, das Weiße-Rose-Mitglied Hans Hirzel, den sie 1994 als Kandidat für das Amt des Bundespräsidenten nominierten, den langjährigen Würzburger Oberbürgermeister Klaus Zeitler (vorher SPD) und Udo Bösch, Offizier des Bundesnachrichtendienstes. Die beiden letztgenannten verließen die Partei bald wieder und kritisierten dabei Schönhubers autoritäre Führung sowie mangelnde Abgrenzung zum Rechtsextremismus.
Bei den darauffolgenden Wahlen, darunter der Europawahl 1994, scheiterten sie an der Fünf-Prozent-Hürde. Hinzu kam der Verlust von mehreren Millionen D-Mark staatlicher Beihilfen wegen nicht fristgerechter Antragstellung. Diese Misserfolge führten zu Unmut und starker parteiinterner Kritik an Schönhuber. Er reagierte darauf und traf sich am 21. August 1994 mit Gerhard Frey, dem Vorsitzenden der DVU. Beide vereinbarten, ihren Parteien eine Zusammenarbeit bei Wahlen zu empfehlen. Dies kritisierten besonders die Landesverbände der Republikaner in Bayern und Baden-Württemberg, da es der seit dem Ruhstorfer Beschluss von 1990 verfolgten Abgrenzungsstrategie widersprach. Daher beschloss der Bundesvorstand der Partei am 1. Oktober 1994, Schönhuber wegen parteischädigenden Verhaltens seines Amtes zu entheben. Dagegen klagte dieser jedoch erfolgreich.

### Die Zeit unter Rolf Schlierer (1994–2014)
Auf dem Bundesparteitag am 17. und 18. Dezember 1994 in Sindelfingen trat Schönhuber nicht mehr zur Wiederwahl an. Zum neuen Vorsitzenden wurde mit 335 von 595 Stimmen Rolf Schlierer gewählt; die Gegenkandidaten Rudolf Krause und Wolfgang Hüttl erreichten 224 beziehungsweise 33 Stimmen. Da sich Schönhuber in der Folgezeit verstärkt um eine Einigung im rechten Lager bemühte und sich dadurch parteiintern immer mehr isolierte, trat er am 16. November 1995 aus der Partei aus.
Seinem Nachfolger Schlierer gelang es zwar, die Partei mit dem erneuten Einzug in den Landtag von Baden-Württemberg im Jahr 1996 wieder zu konsolidieren; dem standen jedoch viele Misserfolge in den Folgejahren gegenüber. Zu den wiederkehrenden Problemen der Partei gehörten interne Streitigkeiten – teils aus inhaltlichen Gründen, teils aus persönlichen Animositäten –, fachliche Inkompetenz und Konkurrenz insbesondere durch die finanzstarke DVU.
1998 vereinbarte Schlierer, wie zuvor Schönhuber, erneut mit Gerhard Frey von der DVU, bei Wahlen nicht unnötig zu konkurrieren. Dies hatte jedoch keinen erkennbaren Nutzen für die Republikaner, die bei allen Europa-, Bundestags- und Landtagswahlen seither an der Fünf-Prozent-Hürde scheiterten. So verfehlten sie 2001 in Baden-Württemberg mit 4,4 % der Stimmen die Fünf-Prozent-Hürde. Seitdem sind sie in keinem Landesparlament mehr vertreten. In der Folgezeit kam es zu Auseinandersetzungen, bei denen unter anderem der baden-württembergische Landesvorsitzende Christian Käs, der für einen radikaleren Kurs der Partei plädiert hatte und somit ein innerparteilicher Gegner von Schlierer war, aus der Partei ausschied.
Die Partei konnte bei den Kommunalwahlen 2004 ihre Mandatszahl vor allem in Rheinland-Pfalz deutlich steigern. Trotzdem spitzte sich der Streit um Wahlbündnisse mit anderen Rechtsparteien zu. So wirkten in Dresden beispielsweise Mitglieder bis zu ihrem Ausschluss in einem Wahlbündnis mit DVU und NPD mit. Auch plante die Partei, bei der sächsischen Landtagswahl am 19. September 2004 anzutreten, jedoch zog die Landesvorsitzende Kerstin Lorenz die Bewerbung gegen den Willen der Bundespartei zurück, um der NPD keine Konkurrenz zu machen, die daraufhin mit 9,2 % in den dortigen Landtag einzog. Die Parteiführung strengte daraufhin ein Parteiausschlussverfahren gegen Lorenz an; noch vor Abschluss des Verfahrens trat sie selbst zur NPD über. Ferner veranstaltete der REP-Bezirksverband Südwürttemberg im September 2004 einen sogenannten „Bodenseetag“, an dem noch insgesamt 150 andere Personen teilnahmen, unter ihnen auch der ehemalige Bundesvorsitzende Schönhuber als Ehrengast. Während dieses „Bodenseetages“ wurde unter anderem die Abgrenzungspolitik des REP-Bundesvorstandes gegenüber NPD und DVU angegriffen.
Im November 2004 vereinbarte Schlierer mit den Vorsitzenden der rechtskonservativen Parteien DSU und DP eine Zusammenarbeit in Abgrenzung zu NPD und DVU. Dies scheiterte jedoch: Die DP setzte ihren Vorsitzenden Heiner Kappel kurze Zeit später ab und strebte ein Bündnis mit der NPD an. Die DSU kooperierte dagegen in der Folgezeit mit der Partei Rechtsstaatlicher Offensive. Der Hamburger Landesvorstand der REP löste sich Anfang 2005 auf und trat mit den meisten anderen Mitgliedern des Landesverbands geschlossen zur NPD über.
Bei der Bundestagswahl 2005 hielten die Republikaner mit 0,6 % ihr Ergebnis von 2002 und überwanden damit die 0,5-Prozent-Hürde zur staatlichen Parteienfinanzierung. Andererseits lagen sie zum ersten Mal recht deutlich hinter der NPD.
Die zunehmende Erfolglosigkeit der Partei verschärfte sich insbesondere seit der 2004 vereinbarten Allianz von DVU und NPD, dem Deutschlandpakt. Dies brachte immer mehr Mitglieder in Opposition zum gemäßigten Kurs des Bundesvorsitzenden Rolf Schlierer, der – wie die meisten Vorstandsmitglieder – weiterhin auf einer Abgrenzung zu beiden Parteien beharrte und demnach das Angebot beider Parteien, dem Pakt beizutreten, strikt ablehnte. Unter anderem deshalb sank die Mitgliederzahl von 20.000 im Jahre 1994 auf 5.500 im Jahre 2007. Trotzdem gelang es Schlierer, sich auf dem Bundesparteitag Ende 2006 gegen seinen Herausforderer Björn Clemens durchzusetzen, der eine Öffnung nach rechts anstrebte. Zum Jahreswechsel 2006/2007 kehrten daraufhin mehrere Funktionäre der Partei den Rücken, darunter die Vorsitzenden der Landesverbände Berlin, Niedersachsen und Sachsen-Anhalt.
Auch der Abwärtstrend bei Wahlen setzte sich fort. 2008 übersprangen die Republikaner in Hessen und Bayern mit 1,0 % bzw. 1,4 % noch die für die Parteienfinanzierung bedeutsame Einprozenthürde, jedoch waren dies die bis dahin schlechtesten Ergebnisse in beiden Ländern bei dortigen Landtagswahlen. Bei der Europawahl 2009 wurden sie unter den nicht im Europaparlament vertretenen Parteien erstmals nicht mehr die stärkste Kraft. Drei Monate später fielen sie bei der Bundestagswahl mit 0,4 % auf ihr bis dahin niedrigstes Ergebnis bei bundesweiten Wahlen und verfehlten auf Bundesebene zum ersten Mal die 0,5-Prozent-Hürde für die staatliche Parteienfinanzierung.
In der Folgezeit wurde parteiintern über eine Zusammenarbeit mit der als rechtsextrem eingestuften Bürgerbewegung pro NRW in Nordrhein-Westfalen diskutiert. Schlierer lehnte dies anfangs ab, allerdings folgte nach dem bescheidenen Abschneiden seiner Partei bei der Landtagswahl in Nordrhein-Westfalen 2010 (0,3 %) eine Kehrtwende, da pro NRW mit 1,4 % bei selbiger deutlich besser abschnitt. Im Oktober 2010 trat er auf einer von Pro organisierten Veranstaltung mit deren Vorsitzendem Markus Beisicht auf. Der Bundesverband der Republikaner verkündete derweil, die Zusammenarbeit „weiter fortsetzen und vertiefen“ zu wollen.
Die nachfolgenden Wahlen verliefen für die Republikaner noch ungünstiger. Bei der Landtagswahl in Baden-Württemberg 2011 erzielten sie mit 1,1 % der Stimmen gerade noch den für die Parteienfinanzierung notwendigen Anteil; in Bayern misslang ihnen dies 2013 mit 0,996 % äußerst knapp. Die Bundestagswahl 2013 brachte nur noch 0,2 % und die Europawahl 2014 einen erneuten erheblichen Verlust. Der Einzug ins Parlament wurde trotz des Wegfalls aller Sperrhürden mit 0,4 % knapp verfehlt.

### Seit 2014
2014 trat Schlierer nach knapp 20-jähriger Amtszeit nicht mehr an; sein Nachfolger wurde der bayerische Landesvorsitzende Johann Gärtner, der beide Ämter in Personalunion innehatte. Eine Kehrtwende hinsichtlich des Wählerzuspruchs resultierte daraus nicht; so erzielten sie 2016 in Baden-Württemberg trotz flächendeckenden Wahlantritts nur noch 0,3 % der Wählerstimmen. Die im gleichen politischen Spektrum beheimatete AfD erhielt hingegen 15,1 %, womit ihr erstmals der Einzug in den Landtag gelang. Dadurch hatten die Republikaner erstmals seit 1986 keinen Anspruch mehr auf Gelder aus der staatlichen Parteienfinanzierung.
Beim Bundesparteitag 2016 trat Gärtner nicht mehr an. Neuer Vorsitzender wurde der 26-jährige Student Kevin Krieger. Obwohl einziger Kandidat, wurde er erst im zweiten Wahlgang gewählt. Die Partei beschloss, bei der Bundestagswahl 2017 erstmals seit 1987 nicht anzutreten und sich stattdessen auf die Europawahl 2019 zu konzentrieren. An dieser nahm sie letztendlich doch nicht teil. Am 9. März 2019 wurde Krieger durch Michael Felgenheuer als neuen Bundesvorsitzenden abgelöst. Nach dessen Austritt wurde Tilo Schöne neuer Vorsitzender.
Nach der Landtagswahl in Nordrhein-Westfalen im Mai 2017, bei der sie 0,1 % der Stimmen erhielt, trat die Partei bis 2021 zu keiner überregionalen Wahl mehr an. Vor den Landtagswahlen in Sachsen und Thüringen 2019 machten Personen aus dem rechten bzw. rechtsextremen Spektrum Werbung für die Republikaner. Für beide Wahlen konnten die Republikaner nicht genügend Unterstützungsunterschriften sammeln.
Zur Bundestagswahl 2021 wurde sie nicht zugelassen, da sie ihre Wahlbeteiligungsabsicht nicht fristgerecht eingereicht hatte. Zur Wahl zum Berliner Abgeordnetenhaus 2021 wurde die Partei zugelassen, erhielt aber lediglich 18 Erststimmen und 55 Zweitstimmen (0,0 %). Bei der Wiederholungswahl 2023, an der sie, ohne ihre Absicht der Wahlbeteiligung erklären zu müssen, teilnehmen durfte, war das Ergebnis ähnlich (15 Erst- und 44 Zweitstimmen).
Zu weiteren Wahlen kandidierte die Partei nicht mehr.
Da die Partei 2019 aus dem Parteienverzeichnis der Bundeswahlleiterin aus verschiedenen Gründen gestrichen wurde und sich durch interne Streitigkeiten zudem Mitglieder, Förderer und Interessenten abwandten, wurden die Republikaner am 28. Dezember 2024 neu konstituiert/gegründet.

## Politische Tätigkeit

### Parlamentarische Tätigkeit generell
Die Republikaner wurden bisher dreimal in ein Landesparlament gewählt (zweimal in Baden-Württemberg, einmal in Berlin). Sie waren auf keiner politischen Ebene (vergleiche Politisches System der Bundesrepublik Deutschland) an einer Regierung beteiligt.
Die Republikaner waren und sind in verschiedenen Kommunalparlamenten in Deutschland vertreten.

#### Baden-Württemberg
Bei der Landtagswahl in Baden-Württemberg 1992 erhielten die Die Republikaner Baden-Württemberg 10,9 % der Stimmen und zogen mit 15 Abgeordneten ins Parlament ein. Bei der Wahl 1996 gelang ihnen hier zum ersten und bisher letzten Mal der Wiedereinzug in einen Landtag mit 9,1 % der Stimmen (14 Abgeordnete). Bei der Landtagswahl 2001 scheiterten die Republikaner mit 4,4 % an der 5-Prozent-Hürde.

#### Berlin
Bei der Wahl am 29. Januar 1989 gelang den Republikanern Berlin mit 7,5 % (11 Abgeordnete) der Einzug in das Abgeordnetenhaus von Berlin. Bei der nächsten Wahl Ende 1990 scheiterten die REP mit 3,7 % in West-Berlin und 1,9 % in Ost-Berlin an der Fünf-Prozent-Hürde. Zwischenzeitlich (ca. Ende 1989) waren drei der Abgeordneten aus den REP ausgetreten.
Die Zeit im Abgeordnetenhaus war intern geprägt durch Machtkämpfe zwischen dem Landesvorsitzenden Bernhard Andres und Carsten Pagel. Andres hatte Pagel angeboten, den Fraktionsvorsitz zu übernehmen, was dieser jedoch ablehnte. Bei der Wahl des Landesvorsitzenden Mitte 1989 setzte sich der Amtsinhaber knapp gegen Pagel durch. Nach seiner Wahl leitete er ein Ausschlussverfahren gegen den Fraktionsschatzmeister Kendzia ein, wofür er in Partei und Fraktion wenig Rückhalt fand. Nachdem bekannt wurde, dass die Staatsanwaltschaft gegen Andres ermittelte und Kendzia nun wiederum ihm öffentlich Vorwürfe wegen finanzieller Unregelmäßigkeiten machte, wurde er am 10. September 1989 vom damaligen Bundesvorsitzenden Schönhuber abgesetzt. Kurz darauf trat Andres aus Partei und Fraktion aus und gründete Die Deutschen Demokraten. Auch die Abgeordneten Göllner und Rieger verließen im Lauf der Legislaturperiode die Fraktion.

#### Bremen
Die Republikaner im Land Bremen waren bei Bürgerschaftswahlen erfolglos und konnten nur in verschiedenen kommunalen Beiräten der Stadtteile vereinzelt Mandate erzielen. Sie waren dennoch von 1985 bis 1987 in der Bremischen Bürgerschaft als Gruppe mit drei Abgeordneten vertreten, nachdem in der 11. Wahlperiode drei CDU-Abgeordnete zu den REP übertraten. Außerdem traten mehrere Bremerhavener Stadtverordnete über. 2003 und 2007 konnten die Republikaner einzelne Mandate in den Beiräten Walle und Gröpelingen gewinnen.

#### Europaparlament
Nach der Wahl vom 18. Juni 1989 zogen die REP mit 7,1 % der in der Bundesrepublik Deutschland abgegebenen Stimmen ins Europäische Parlament ein. Fünf Jahre später verfehlten sie hier aber mit 3,9 % die 5-Prozent-Hürde. Zwischenzeitlich waren alle Abgeordneten außer Franz Schönhuber aus der Partei ausgetreten oder ausgeschlossen worden.
Zusammen mit den 10 Abgeordneten des Front National und dem einen des Vlaams Blok bildeten die REP die Technische Fraktion der Europäischen Rechten. In den vorherigen Verhandlungen war es zu Streitigkeiten gekommen, da FN-Chef Jean-Marie Le Pen auch den italienischen Movimento Sociale Italiano (MSI) für die Fraktion gewinnen wollte. Die Republikaner lehnten dies ab, einerseits aus Sorge, sich durch Annäherung an den damals offen faschistischen MSI zu diskreditieren, andererseits auch wegen Differenzen in der Südtirol-Frage. Letztlich verzichtete der MSI selbst auf Zusammenarbeit. Schönhuber wurde Vizevorsitzender der Fraktion.
Am 10. Dezember 1990 verließ Schönhuber die Fraktion. Etwa zur selben Zeit schloss er Harald Neubauer und Johanna Grund aus den Republikanern aus und bezichtigte sie rechtsextremer und antisemitischer Ansichten. Grund und Neubauer verblieben zunächst in der Parlamentsfraktion, verließen sie aber im Mai 1991.
Gegen die restlichen Abgeordneten Klaus-Peter Köhler, Emil Schlee und Hans-Günter Schodruch leitete Schönhuber ebenfalls Parteiausschlussverfahren ein, denen sie im Frühjahr 1991 durch Austritt zuvorkamen. Schlee verließ am 23. April 1991 die Fraktion, der nach den Austritten Schönhubers, Neubauers und Grunds nur noch Schodruch als Vizevorsitzender und Köhler angehörten. Schönhuber, inzwischen einziger REP-Abgeordneter im Parlament, äußerte sich öffentlich abfällig über seine früheren Kollegen und kritisierte vor allem deren mangelnde Arbeit und Präsenz. Allgemein nahmen die REP-Abgeordneten selten an Ausschusssitzungen teil, Schönhuber selbst etwa nur an 25 von 101 Sitzungen des Politischen Ausschusses (Political Affairs Committee). Häufiger traten sie als Redner vor dem Plenum auf, insbesondere Schönhuber nutzte das Parlament für einige Reden.

#### Bundestag
Bei Bundestagswahlen konnten die Republikaner keine Mandate erreichen. Dennoch war die Partei durch Parteiübertritte mit einzelnen Abgeordneten im Bundestag vertreten.
- Franz Handlos (gewählt als CSU-Kandidat, ab 8. Juli 1983 fraktionslos, bis 1985 Mitglied der REP)
- Ekkehard Voigt (gewählt als CSU-Kandidat, ab 28. Oktober 1983 fraktionslos, bis 1985 Mitglied der REP)
- Rudolf Karl Krause (gewählt für die CDU, ab 25. Mai 1993 fraktionslos, ab Juli 1993 Mitglied der REP)

### Parlamentarische Tätigkeit auf kommunaler Ebene
Insgesamt stellte die Partei Mitte 2005 180 Mandatsträger in 95 Städten und Landkreisen. Kommunale Mandate besaßen die Republikaner vor allem in Bayern, Rheinland-Pfalz, Baden-Württemberg und Nordrhein-Westfalen. Ihre Hochburgen waren das baden-württembergische Frankenland, die Neckar-Enz-Region, der nördliche Teil des Landkreises Karlsruhe, die Region Stuttgart – besonders der Landkreis Esslingen –, die Vorderpfalz – besonders Germersheim und Ludwigshafen am Rhein –, Pirmasens, die Gebiete entlang des Mains, das Ruhrgebiet, das Allgäu sowie Nieder- und Oberbayern (ohne München).
Eine weitere Hochburg war Chemnitz, wo die Republikaner bei der Kommunalwahl 2004 in einem Bündnis mit der DSU und der DP 10,3 % der Stimmen gewannen. Die Fraktion trat 2009 geschlossen aus der Partei aus und gründete die Bürgerbewegung Pro Chemnitz, die bei der Kommunalwahl 2009 als Pro Chemnitz/DSU antrat. Die Republikaner traten nicht mehr an. In Norddeutschland und besonders in Schleswig-Holstein dagegen hat die Partei nur geringen Zulauf. Auch in den neuen Bundesländern, mit Ausnahme Sachsens und Thüringens, sind die REP so gut wie nicht vertreten. Laut mehreren Verfassungsschutzbehörden existieren zahlreiche Landes- und Kreisverbände nur noch auf dem Papier. Parteiarbeit werde fast ausschließlich von Einzelpersonen geleistet.
Kommunale Gremienarbeit der Republikaner war fast immer von internen Streitigkeiten überschattet. So waren beispielsweise von 136 Fraktionen, die sich 1990 in Kommunalparlamenten gebildet hatten, bis 1993 63 gespalten oder völlig zerfallen.
Für Aufsehen sorgte 1996, als zwei in der Bezirksversammlung Hamburg-Harburg vertretene Abgeordnete der Republikaner mit der Kasse ihrer Fraktion ins Ausland flüchteten.
In Rheinland-Pfalz verfügte die Partei nach der Kommunalwahl 2009 über 20 Kommunalmandate (darunter noch einen Sitz im Bezirkstag Pfalz, wo sie vorher mit zwei Mandaten vertreten war) sowie 9 Ortsbeiratssitze. Bei den Kommunalwahlen 2014 verlor die Partei ihren Sitz im Bezirkstag Pfalz und hatte noch fünf Sitze in Kreistagen und kreisfreien Städten, 2019 kandidierten die Republikaner nicht mehr.
Bei der hessischen Kommunalwahl 2011 verloren die Republikaner mehr als die Hälfte ihrer Stimmen und kamen nur noch auf 23 kommunale Mandate und 4 Ortsbeiratssitze, 2016 reichte es noch zu 3 Mandaten auf Kreisebene und 12 Sitzen in Gemeinden. Bei der Kommunalwahl 2021 konnte die Partei lediglich in Hanau 3 Mandate erzielen.
In ihrem Stammland Bayern verfügt die Partei nach den Kommunalwahlen 2020 noch über fünf Mandate: Drei im Landkreis Dillingen an der Donau (je eines im Kreistag, unter dem Namen „Bürgerinitiative Wertingen“ in der Stadt Wertingen und in der Gemeinde Syrgenstein), eines in der Stadt Rosenheim und eines in der Stadt Forchheim. Zu den Kommunalwahlen 2020 in Nordrhein-Westfalen trat die Partei in nurmehr drei Städten an, wobei keine Mandate verteidigt oder gewonnen werden konnten.

### Außerparlamentarische Tätigkeit
Wo Parteistrukturen außerhalb von Parlamenten existieren, können sie kaum auf sich aufmerksam machen. Pressemitteilungen erscheinen nur sporadisch und werden praktisch nirgends abgedruckt; größere Veranstaltungen finden nur vor Wahlen statt und erreichen bei weitem nicht die Aufmerksamkeit, die sie in den 1990er Jahren hatten.
Mancherorts versuchen örtliche Parteimitglieder, Kundgebungen anknüpfend an die Aufmärsche der rechtspopulistischen, islam- und fremdenfeindlichen Pegida zu organisieren, so wurde in Brandenburg an der Havel im Januar 2015 das Bündnis BraMM – Brandenburger für Meinungsfreiheit und Mitbestimmung initiiert, das entsprechende Demonstrationen anmeldete.

## Soziale Zusammensetzung
Parteimitglieder der Republikaner kamen überwiegend aus dem konservativen, rechtsbürgerlichen Lager. Es handelte sich wie bei der Parteigründung meist um ehemalige Wähler der CDU und CSU, denen deren Politik nicht mehr „rechts“ genug war, was an den Hochburgen deutlich wurde, die überwiegend in den wohlhabenden süddeutschen Bundesländern lagen. Auch befanden sich unter ihren Kandidaten häufig Juristen und Selbständige. In sozialdemokratischen Hochburgen, wie dem Ruhrgebiet, rekrutierte sich ihre Anhängerschaft dagegen vorwiegend aus ehemaligen SPD-Wählern.
In ihrer erfolgreichen Phase 1989 wurde die Partei vor allem von an- und ungelernten Arbeitern, Landwirten und Arbeitslosen gewählt. Anders als die NPD in den 1960er-Jahren sprachen die REP 1989 neben älteren Jahrgängen ebenso Jungwähler an. Ungefähr zwei Drittel der Wähler der REP waren männlich. Wählerwanderungsanalysen der frühen 90er zeigten übereinstimmend, dass REP-Wähler vor allem von der CDU/CSU, von den Nichtwählern und von der SPD (in dieser Reihenfolge) kamen; nach 1990 gingen sie ungefähr gleichmäßig zu SPD und CDU zurück. Die Republikaner waren stark bei Konfessionslosen und nur formell Kirchenzugehörigen, hier vor allem bei kirchenfremden Katholiken.

## Kritik an internen Unregelmäßigkeiten
Immer wieder gab es Berichte über Unregelmäßigkeiten innerhalb der Partei. Ausgeschiedene Mitglieder berichteten über autoritären Führungsstil, undemokratische Entscheidungsfindung, finanzielle Unterschlagungen, persönliche Bereicherungen und Gewaltakte gegen innerparteiliche Gegner und überhaupt kriminelle Verhaltensweisen teils führender Mitglieder. Auffällig in der Parteigeschichte ist die hohe Zahl der Abspaltungen und Auflösungen von Verbänden, Gremien und Fraktionen. Auch gab es ständig Berichte über innerparteiliche Grabenkämpfe, gegenseitige Parteiausschlüsse und Wiederaufnahmen, die teilweise unter Umgehung von formalen Bedingungen durchgesetzt wurden. Ebenfalls gab es Berichte über Willkür bis hin zur gezielten Manipulation von Parteitagen, indem Delegierte nach fragwürdigen Schlüsseln bestimmt oder einige Unterverbände erst gar nicht eingeladen wurden.

## Sonstiges
Aus der Wirtschaft erhielt die Partei keine nennenswerte Unterstützung, insbesondere keine Spenden. Einige Gewerkschaften trafen Anfang der 1990er Unvereinbarkeitsbeschlüsse, jedoch in unterschiedlicher Ausprägung: Die IG Metall duldete generell keine Mitglieder der REP, die Gewerkschaft der Polizei behielt sich den Ausschluss von Parteifunktionären vor, der DGB und einige Einzelgewerkschaften fassten keinen offiziellen Beschluss.
Das Presseorgan der Republikaner hieß ab April 2009 Neue Republik (vormals: Zeit für Protest!, davor: Der Republikaner, davor: Republikanischer Anzeiger). Im Ausland unterhielten die REP auf verschiedenen Ebenen Kontakte zum Rassemblement National (Frankreich), Vlaams Belang (Belgien) und zur FPÖ (Österreich).

## Verhältnis zum Rechtsextremismus
Die Politikwissenschaft war einig darin, dass die Republikaner einige rechtsextremistische Positionen im politischen Spektrum vertraten, konservative bis hin zu weit rechts stehende Parteimitglieder hatten und Wähler aus allen politischen Lagern ansprechen wollten.

### Sicht des Verfassungsschutzes und der Gerichte
Im Verfassungsschutzbericht 2006 wurden die Republikaner nicht mehr gesondert im Kapitel Rechtsextremistische Parteien aufgeführt, jedoch gebe es „[i]nnerhalb der Partei […] nach wie vor Kräfte, die rechtsextremistische Ziele verfolgen oder unterstützen.“ Der Verfassungsschutzbericht des Landes Nordrhein-Westfalen für 2006 behandelte die Republikaner ebenfalls nicht gesondert als rechtsextremistische Partei und erwähnte in einer Diskussion der neueren Rechtsprechung auch das genannte Urteil des Oberverwaltungsgerichts Berlin-Brandenburg.
Das Bundesamt für Verfassungsschutz erkannte in der Partei bis 2004 ein gewisses rechtsextremistisches Potential und beobachtete sie seit Dezember 1992. Alle Verfassungsschutzberichte sahen „tatsächliche Anhaltspunkte für rechtsextremistische Bestrebungen“ in Teilen der Partei. Nach dem Verfassungsschutzbericht von 2004 machten „einflussreiche Gruppen und Funktionäre der REP kein Hehl aus ihrer Gegnerschaft zur freiheitlichen demokratischen Grundordnung“; die „Aussagen der Partei [griffen] den Kernbestand unserer Verfassung an“. Der Bericht räumte dabei ein, dass „nicht jedes Parteimitglied verfassungsfeindliche Ziele“ verfolge.
Gegen die Beobachtung durch den Verfassungsschutz wehrte sich die Partei immer wieder mit juristischen Mitteln. Zudem kritisierte sie in ihrer Parteizeitung wiederholt die entsprechenden Behörden. Zwischenzeitlich gelangen ihr mit der juristischen Strategie Erfolge: So wurde den Verfassungsschutzbehörden in Rheinland-Pfalz und Berlin zeitweise die nachrichtendienstliche Beobachtung der REP untersagt. Das Berliner Verwaltungsgericht führte dazu im von der Partei oft zitierten Urteil aus, dass keine „hinreichende[n] tatsächliche[n] Anhaltspunkte für verfassungsfeindliche Bestrebungen“ der Republikaner vorlägen. Demnach war die Aufnahme der Republikaner in den Berliner Verfassungsschutzbericht im Jahr 1997 rechtswidrig. Auf eine nachrichtendienstliche Beobachtung der REP hatte das Land Berlin bereits seit 1999 verzichtet.
Andere Verbote wurden wieder aufgehoben, so in Rheinland-Pfalz durch das dortige Oberverwaltungsgericht am 10. September 1999. Auch das Verwaltungsgericht Stuttgart wies am 26. Mai 2000 die Klage der Partei gegen die nachrichtendienstliche Beobachtung ab. Des Weiteren scheiterten Klagen der Partei vor dem Niedersächsischen Oberverwaltungsgericht und dem Oberverwaltungsgericht für das Land Nordrhein-Westfalen, denen entsprechende Maßgaben durch das Bundesverwaltungsgericht vorhergingen. Im Gegensatz zu den oben genannten Urteilen bestätigten diese Entscheide Anhaltspunkte für das Vorliegen verfassungsfeindlicher Bestrebungen bei den Republikanern.

### Umstrittene Forderungen und Äußerungen der Republikaner
Die Republikaner selbst distanzierten sich vom Rechtsextremismus und insbesondere von den Parteien DVU und NPD sowie von freien Kameradschaften, jedoch wurden diese Distanzierungen nicht konsequent durchgehalten (vergleiche Geschichte). Zu den umstrittenen Zielen der Republikaner gehören vor allem die Abschaffung des Asylrechts, die Aufhebung der Strafbarkeit von Volksverhetzung und die sofortige Abschiebung straffällig gewordener Ausländer. Abschiebung ohne rechtsstaatlich verbriefte Einspruchsmöglichkeit verstößt nach geltender Rechtsauffassung gegen das Grundgesetz.
Ihr Programm gibt sich national-konservativ und verwendet in weiten Teilen eine nicht diskriminierende und nicht rassistische Sprache. Es betont jedoch in vielen Punkten eine Problematik, die mit Einwanderung zusammenhängt, und verlangt ein härteres Vorgehen gegen angebliche „Masseneinwanderung“, „Überfremdung“ und „Ausländerkriminalität“. Nach Meinung von Beobachtern beschwört es so pauschal eine von Ausländern ausgehende Gefahr, weckt und benutzt fremdenfeindliche Ressentiments.
Die deutsche Geschichte nimmt im Parteiprogramm viel Raum ein. Ältere Parteiprogramme sprachen in diesem Zusammenhang von „Umerziehung“ durch die Hauptsiegermächte und von einer angeblich nötigen „Entkriminalisierung der deutschen Geschichte“; das heutige Programm sieht hier ein Meinungsmonopol weniger „Konzerne“ und der „etablierten Parteien“. Diese Darstellungen der REP unterliegen der Kritik einer Nähe zum Geschichtsrevisionismus und zu rechtsextremen, auch antisemitischen Verschwörungstheorien. In der Forderung nach Gleichbehandlung von Opfern der DDR einerseits und Opfern des Nationalsozialismus andererseits kann eine Relativierung nationalsozialistischer Verbrechen gesehen werden. Es wird außerdem von einigen Parteimitgliedern ein „Deutschland in den Grenzen von 1937“ gefordert.
Der Verfassungsschutz deutet die „pauschale Verunglimpfung der ‚etablierten Parteien‘“ durch die REP als Kritik am Mehrparteiensystem und als gezielte „Diffamierung des demokratischen Rechtsstaates, seiner Institutionen und Vertreter“ mit dem Ziel, „das Vertrauen der Bevölkerung in seine [des Rechtsstaats] Funktionsweise […] zu erschüttern“.
Generell enthielten, so Kritiker, Äußerungen der Partei oft Formulierungen, die im rechtsextremen Milieu geeignet entschlüsselt werden können. Diese Verwendung von Doppeldeutigkeiten und einer Art Code sei von der Partei bewusst gewählt, um Kritik zu erschweren und insbesondere der Beobachtung durch den Verfassungsschutz die Legitimation zu entziehen.
In Reden und Artikeln führender REP-Politiker tauchten gerade in Wahlkämpfen immer wieder fremdenfeindliche Standpunkte und Parolen auf, z. B.: „Kriminelle Ausländer raus!“, „Deutsche Interessen zuerst!“, „Arbeit für Wojciech – Hartz IV für Deutsche?“, „Das Boot ist voll“ oder „Goldzähne für Asylbewerber, Zahnlücken für Deutsche? – Nicht mit uns!“
Wie DVU und NPD beziehen die Republikaner regelmäßig für Politiker Stellung, denen vorgeworfen wird oder wurde, vorsätzlich extrem rechte, fremdenfeindliche oder antisemitische Äußerungen getätigt zu haben. So sprachen sie sich 1994 für Steffen Heitmann aus, der als anfänglicher CDU-Kandidat für das Amt des Bundespräsidenten an umstrittenen Äußerungen scheiterte; im Zusammenhang mit der Antisemitismus-Debatte sprachen sie von einer „beispiellosen Hetzjagd gegen Jürgen Möllemann“, und im Fall Martin Hohmann hieß es: „Diejenigen Konservativen, die es bisher in der CDU noch ausgehalten haben, werden mit Füßen getreten“.

### Verhältnis zu rechtsextremen Parteien und Vereinigungen
Über die Stellung der REP zu den generell als rechtsextrem angesehenen Parteien DVU und NPD gab es innerhalb der Partei in der Vergangenheit deutliche Auseinandersetzungen (vergleiche zum ganzen folgenden Abschnitt Geschichte). Der ehemalige Bundesvorsitzende Schlierer vertrat einen strikten Abgrenzungskurs.
Ein wichtiges Dokument hierzu ist der sogenannte Ruhstorfer Abgrenzungsbeschluss, der auf dem Bundesparteitag in Ruhstorf am 8. Juli 1990 beschlossen wurde und folgenden Wortlaut hat:

„Niemand, der in extremistischen und verfassungsfeindlichen Organisationen (z. B. NPD, DVU, EAP, ANF, Wiking-Jugend etc.) eine aktive Rolle gespielt hat, darf in Zukunft eine Funktion in unserer Partei übernehmen. Zur Einhaltung dieses Beschlusses bedarf es keiner Ersatz-Spruchkammer, zuständig ist dafür der Bundesvorstand.“

Zur Begründung hieß es, es gebe „Grund zur Annahme, dass ein kleiner Kreis von jetzigen Republikaner-Funktionären die NPD oder DVU nur wegen ihrer Erfolglosigkeit verlassen hat, um dann bei uns, gut getarnt, die alte Ideologie in neuem Gewand zu verkaufen. […] Wir Republikaner lehnen jegliche Zusammenarbeit mit NPD oder DVU kategorisch ab.“ Dafür wurde eingeräumt:

„Kein Parteimitglied soll diskriminiert werden, das als junger Mensch der NPD angehört hat, auch kein einstiges NPD-Mitglied, das damals seine Ideen in dieser Partei vertreten sah, später sich aber glaubwürdig abgewendet und als Republikaner programmkonform verhalten hat.“

Die äußeren Umstände dieses Beschlusses und die Kompetenzzuweisung an den Bundesvorstand deuten darauf hin, dass er vor allem ein Mittel des damaligen Vorsitzenden Schönhuber im innerparteilichen Machtkampf jener Zeit war. Der Beschluss ist jedoch von Parteitagen und dem Bundesvorstand immer wieder bestätigt und mitunter mit ähnlich lautenden Beschlüssen ergänzt worden. Andererseits haben sowohl der Vorsitzende Schönhuber als auch sein Nachfolger Schlierer sich während ihrer Amtszeit mit dem DVU-Vorsitzenden Gerhard Frey getroffen, um Wahlabsprachen zu treffen. Schönhubers Treffen wurde zum Anlass genommen, ihn als Vorsitzenden zu stürzen und aus der Partei auszuschließen; Schlierers Treffen im Jahr 1998 hatte keine vergleichbare Folge.
Die zahlreichen faktisch aufgetretenen Formen der Zusammenarbeit mit rechtsextremen Vereinigungen, die den Anlass für neuerliche Bekräftigungen der Abgrenzung boten, wurden von der Partei entweder als Unterwanderungsversuch durch Rechtsextremisten oder als vom Verfassungsschutz inszeniert (Fall Schaal, 1996) angesehen.
Der offizielle gemäßigte Kurs hatte jedoch weder hinsichtlich der Wählerzustimmung noch der angestrebten behördlichen Akzeptanz als demokratische Partei einen nennenswerten Erfolg. Deshalb erfuhr der Parteivorstand starke interne Kritik, und die Partei musste viele Austritte hinnehmen.
Bei der Europawahl 2014 unterstützten die Republikaner Marine Le Pen als Spitzenkandidatin für die Europäische Kommission.

## Wahlergebnisse

### Landtagswahlergebnisse
|      | BW     | BY    | BE    | BR    | HB    | HH    | HE    | MV    | NI    | NW    | RP    | SL    | SN    | ST    | SH    | TH    |
| ---- | ------ | ----- | ----- | ----- | ----- | ----- | ----- | ----- | ----- | ----- | ----- | ----- | ----- | ----- | ----- | ----- |
| 1986 |        | 3,0 % |       |       |       | n. a. |       |       | n. a. |       |       |       |       |       |       |       |
| 1987 |        |       |       |       | 1,2 % | n. a. | n. a. |       |       |       | n. a. |       |       |       | n. a. |       |
| 1988 | 1,0 %  |       |       |       |       |       |       |       |       |       |       |       |       |       | 0,6 % |       |
| 1989 |        |       | 7,5 % |       |       |       |       |       |       |       |       |       |       |       |       |       |
| 1990 |        | 4,9 % | 3,1 % | 1,1 % |       |       |       | 0,9 % | 1,5 % | 1,8 % |       | 3,4 % | n. a. | 0,6 % |       | 0,8 % |
| 1991 |        |       |       |       | 1,5 % | 1,2 % | 1,7 % |       |       |       | 2,0 % |       |       |       |       |       |
| 1992 | 10,9 % |       |       |       |       |       |       |       |       |       |       |       |       |       | 1,2 % |       |
| 1993 |        |       |       |       |       | 4,8 % |       |       |       |       |       |       |       |       |       |       |
| 1994 |        | 3,9 % |       | 1,1 % |       |       |       | 1,0 % | 3,7 % |       |       | 1,4 % | 1,3 % | 1,4 % |       | 1,3 % |
| 1995 |        |       | 2,6 % |       | 0,3 % |       | 2,0 % |       |       | 0,8 % |       |       |       |       |       |       |
| 1996 | 9,1 %  |       |       |       |       |       |       |       |       |       | 3,5 % |       |       |       | n. a. |       |
| 1997 |        |       |       |       |       | 1,8 % |       |       |       |       |       |       |       |       |       |       |
| 1998 |        | 3,6 % |       |       |       |       |       | 0,5 % | 2,8 % |       |       |       |       | 0,7 % |       |       |
| 1999 |        |       | 2,7 % | n. a. | n. a. |       | 2,7 % |       |       |       |       | 1,3 % | 1,5 % |       |       | 0,8 % |
| 2000 |        |       |       |       |       |       |       |       |       | 1,1 % |       |       |       |       | n. a. |       |
| 2001 | 4,4 %  |       | 1,3 % |       |       | 0,1 % |       |       |       |       | 2,4 % |       |       |       |       |       |
| 2002 |        |       |       |       |       |       |       | 0,3 % |       |       |       |       |       | n. a. |       |       |
| 2003 |        | 2,2 % |       |       | n. a. |       | 1,3 % |       | 0,4 % |       |       |       |       |       |       |       |
| 2004 |        |       |       | n. a. |       | n. a. |       |       |       |       |       | n. a. | n. a. |       |       | 2,0 % |
| 2005 |        |       |       |       |       |       |       |       |       | 0,8 % |       |       |       |       | n. a. |       |
| 2006 | 2,5 %  |       | 0,9 % |       |       |       |       | n. a. |       |       | 1,7 % |       |       | 0,5 % |       |       |
| 2007 |        |       |       |       | 0,5 % |       |       |       |       |       |       |       |       |       |       |       |
| 2008 |        | 1,4 % |       |       |       | n. a. | 1,0 % |       | n. a. |       |       |       |       |       |       |       |
| 2009 |        |       |       | 0,2 % |       |       | 0,6 % |       |       |       |       | n. a. | 0,2 % |       | n. a. | 0,4 % |
| 2010 |        |       |       |       |       |       |       |       |       | 0,3 % |       |       |       |       |       |       |
| 2011 | 1,1 %  |       | n. a. |       | n. a. | n. a. |       | 0,1 % |       |       | 0,8 % |       |       | n. a. |       |       |
| 2012 |        |       |       |       |       |       |       |       |       | n. a. |       | n. a. |       |       | n. a. |       |
| 2013 |        | 1,0 % |       |       |       |       | 0,3 % |       | n. a. |       |       |       |       |       |       |       |
| 2014 |        |       |       | 0,2 % |       |       |       |       |       |       |       |       | n. a. |       |       | 0,2 % |
| 2015 |        |       |       |       | n. a. | n. a. |       |       |       |       |       |       |       |       |       |       |
| 2016 | 0,3 %  |       | n. a. |       |       |       |       | n. a. |       |       | 0,2 % |       |       | n. a. |       |       |
| 2017 |        |       |       |       |       |       |       |       | n. a. | 0,1 % |       | n. a. |       |       | n. a. |       |
| 2018 |        | n. a. |       |       |       |       | n. a. |       |       |       |       |       |       |       |       |       |
| 2019 |        |       |       | n. a. | n. a. |       |       |       |       |       |       |       | n. a. |       |       | n. a. |
| 2020 |        |       |       |       |       | n. a. |       |       |       |       |       |       |       |       |       |       |
| 2021 | n. a.  |       | 0,0 % |       |       |       |       | n. a. |       |       | n. a. |       |       | n. a. |       |       |
| 2022 |        |       |       |       |       |       |       |       | n. a. | n. a. |       | n. a. |       |       | n. a. |       |
| 2023 |        | n. a. | 0,0 % |       |       |       |       |       |       |       |       |       |       |       |       |       |

|       | Einzug in den Landtag                                                       |
|       | höchstes Ergebnis in den anderen Bundesländern (ohne Einzug in den Landtag) |
| n. a. | nicht angetreten                                                            |

### Bundestagswahlergebnisse
| Jahr | Landeslisten     | Stimmenanzahl    | Stimmenanteil    |
| ---- | ---------------- | ---------------- | ---------------- |
| 1987 | nicht angetreten | nicht angetreten | nicht angetreten |
| 1990 | 16               | 987.269          | 2,1 %            |
| 1994 | 16               | 875.239          | 1,9 %            |
| 1998 | 16               | 906.383          | 1,8 %            |
| 2002 | 14               | 280.671          | 0,6 %            |
| 2005 | 09               | 266.101          | 0,6 %            |
| 2009 | 11               | 193.396          | 0,4 %            |
| 2013 | 10               | 091.193          | 0,2 %            |

Nach 2013 trat die Partei zu den Bundestagswahlen nicht mehr an.

### Europawahlergebnisse
| Jahr | Stimmenanzahl    | Stimmenanteil    | Sitze            |
| ---- | ---------------- | ---------------- | ---------------- |
| 1984 | nicht angetreten | nicht angetreten | nicht angetreten |
| 1989 | 2.008.629        | 7,1 %            | 6                |
| 1994 | 1.387.070        | 3,9 %            | –                |
| 1999 | 0.461.038        | 1,7 %            | –                |
| 2004 | 0.485.662        | 1,9 %            | –                |
| 2009 | 0.347.887        | 1,3 %            | –                |
| 2014 | 0.109.856        | 0,4 %            | –                |

Nach 2014 trat die Partei zu den Europawahlen nicht mehr an.

## Bundesvorsitzende
| Zeitraum  | Name                |
| --------- | ------------------- |
| 1983–1985 | Franz Handlos       |
| 1985–1994 | Franz Schönhuber    |
| 1994–2014 | Rolf Schlierer      |
| 2014–2016 | Johann Gärtner      |
| 2016–2019 | Kevin Krieger       |
| 2019      | Michael Felgenheuer |
| 2019–2023 | Tilo Schöne         |
| 2024–     | Jürgen Wirtz        |

## Abspaltungen

### Freiheitliche Volkspartei
Nach dem Austritt des ehemaligen Vorsitzenden Handlos gründete dieser die Freiheitliche Volkspartei (FVP). Die Partei hatte 1987 nach eigenen Angaben 5000 Mitglieder, blieb aber bei Wahlen erfolglos.

### Demokratische Republikaner Deutschlands
Ende 1989 rief der Vorsitzende des niedersächsischen Landesverbandes Norbert Margraf zum Sturz des Parteivorsitzenden Schönhuber auf. Margraf wurde daraufhin abgesetzt. Schließlich gründete eine Gruppe um Margraf die Demokratischen Republikaner Deutschlands (DRD). Vorsitzender wurde Eberhard Klas. Die DRD traten zur Landtagswahl in Niedersachsen 1990 an und erreichten 0,06 % der Stimmen.

### Bund der Deutschen Demokraten
Der Bund der Deutschen Demokraten (Kurzbezeichnung: DDD) wurde 1989 unter dem Namen Die Deutschen Demokraten vom früheren Berliner REP-Landesvorsitzenden Bernhard Andres gegründet. Mit Gründung war sie mit drei Abgeordneten im Abgeordnetenhaus von Berlin vertreten.
Der DDD trat zur Landtagswahl in Niedersachsen 1990 an und erreichte 0,03 % der Stimmen. Bei der Wahl zum Abgeordnetenhaus von Berlin 1990 erzielte er 0,07 % der Stimmen. Zur gleichzeitig stattfindenden Bundestagswahl 1990 trat er nur in Berlin an und erreichte 0,002 % der Stimmen.

### Deutsche Liga für Volk und Heimat
Die Deutsche Liga für Volk und Heimat wurde 1991 unter dem Namen Deutsche Allianz – Vereinigte Rechte von dem bayerischen REP-Landesvorsitzenden und Europaparlamentarier Harald Neubauer und dem früheren Berliner REP-Abgeordneten Rudolf Kendzia unter Beteiligung von Anhängern des kurz zuvor abgewählten NPD-Vorsitzenden Martin Mußgnug als Sammlungsbewegung der Rechten gegründet. 1996 wandelte sich die DLVH in einen Verein um. Aus dem Kölner Ableger Bürgerbewegung pro Köln entstand die Pro-Bewegung.

### Weitere kleinere Abspaltungen
- Bremische Republikanische Partei; gegründet 1988 von Lutz Hambusch[49]
- Liberale Republikaner Saar; gegründet von Hans-Helmuth Keßler[49]

### Aktuelle Literatur
- Harald Bergsdorf: Ungleiche Geschwister. Die deutschen Republikaner (REP) im Vergleich zum französischen Front National (FN). Lang, Frankfurt am Main 2000, ISBN 3-631-36824-0 (parallele Untersuchung der genannten Parteien).
- Carmen Everts: Politischer Extremismus. Theorie und Analyse am Beispiel der Parteien REP und PDS. Weißensee-Verlag, Berlin 2000, ISBN 3-934479-24-3.
- Moritz Fischer: Die „Parteienkrise“ und die Identität des Konservativen. Die Gründung der Republikaner 1983–1985. In: Felix Lieb, Thorsten Holzhauser (Hrsg.): Parteien in der „Krise“. Wandel der Parteiendemokratie in den 1980er- und 1990er-Jahren (= Zeitgeschichte im Gespräch, Bd. 33). Berlin 2021, ISBN 978-3-86331-620-4, S. 70–83.
- Moritz Fischer: Die Republikaner : die Geschichte einer rechtsextremen Partei 1983–1994. Wallstein Verlag, Göttingen 2024, ISBN 978-3-8353-5778-5.
- Ralf Grünke: Geheiligte Mittel? Der Umgang von CDU/CSU und SPD mit den Republikanern (= Extremismus und Demokratie. Band 14). Nomos, Baden-Baden 2006, ISBN 3-8329-2045-5.
- Peter Guggemos: Politische Einstellungen von Republikaner-WählerInnen: Das Angebot der Partei und die politische Nachfrage. Ergon, Würzburg 2000, ISBN 3-933563-15-1.
- Ludger Klein, Bernd Simon: ‘Doing it for Germany’. A study of Die Republikaner and Junge Freiheit. In: Bert Klandermans, Nonna Mayer (Hrsg.): Extreme Right Activists in Europe: Through the Magnifying Glass. Routledge, New York u. a. 2006, ISBN 0-415-35827-2, S. 151–171.
- Andreas Morgenstern: Extremistische und radikale Parteien 1990–2005. DVU, REP, DKP und PDS im Vergleich. Berliner Wissenschafts-Verlag, Berlin 2006, ISBN 3-86573-188-0.
- Britta Obszerninks: Nachbarn am rechten Rand: Republikaner und Freiheitliche Partei Österreichs im Vergleich. Agenda, Münster 1999, ISBN 3-89688-036-5 (vergleichende Darstellung der genannten Parteien; Dissertation an der WWU Münster).
- Stephan Thomczyk: Der dritte politische Etablierungsversuch der Republikaner nach 1994. Hartung-Gorre, Konstanz 2001, ISBN 3-89649-667-0.

### Ältere Literatur
- Hajo Funke: Republikaner. Rassismus, Judenfeindschaft, nationaler Grössenwahn. Aktion Sühnezeichen/Friedensdienste, Berlin 1989, ISBN 3-89246-015-9.
- Udo Grätz: Das Innenleben der Republikaner – Organisation, Programm und Führungskämpfe einer rechtsextremen Partei (Dissertation an der Universität Bochum, 1993).
- Hans-Gerd Jaschke: Die Republikaner. Profile einer Rechtsaußen-Partei. Dietz, Bonn 1994, ISBN 3-8012-0156-2 (kritische Auseinandersetzung aus eher sozialdemokratischer Sicht).
- Claus Leggewie (Hrsg.): Die Republikaner. Ein Phantom nimmt Gestalt an. Rotbuch, Berlin 1990, ISBN 3-88022-011-5 (Reportagensammlung).
- Bernhard Schelenz: Der politische Sprachgebrauch der Republikaner. Lang, Frankfurt am Main 1992, ISBN 3-631-44801-5 (sprachwissenschaftliche Analyse der Programme 1987 und 1990 sowie anderer Texte der REP).
- Michael Schomers: Deutschland ganz rechts: Sieben Monate als Republikaner in BRD & DDR. Kiepenheuer und Witsch, Köln 1990, ISBN 3-462-02026-9 (im Stil Günter Wallraffs, von dem das Vorwort stammt; der Autor war v. a. im REP-Kreisverband Köln aktiv; betont Verbindungen zu Rechtsextremisten einerseits und der CDU andererseits).
- Richard Stöss: Die Republikaner: woher sie kommen; was sie wollen; wer sie wählt; was zu tun ist. Bund, Köln 1990, ISBN 3-7663-2198-6.
- Bernd Neubacher: Die Republikaner im baden-württembergischen Landtag – von einer rechtsextremen zu einer rechtsradikalen, etablierten Partei? Dissertation (PDF; 1,4 MB) doi:10.18419/opus-5444